# 小禄バイパス
小禄バイパス（おろくバイパス）は、沖縄県那覇市から豊見城市に至る国道331号のバイパスである。

## 概要
当該区間は那覇市と糸満市とを結ぶ重要な幹線道路でありながら、カーブが多くあまり道路状況がよくなく、かつ豊見城市（当時は村）も含めて人口が増加することに交通量も増え、現道だけでは追いつかず那覇市に入ってからは渋滞も起きていた。このため本土復帰後からバイパスを計画、1978年に事業化、那覇市内のルートは米軍または自衛隊基地内だったため、建設用地を返還した上で1986年に着工、1989年12月に開通した。開通後は交通混雑が解消されたとともに、糸満 - 那覇間の所要時間が短縮された。また2003年に那覇空港自動車道が豊見城ICまで開通後は沖縄本島中北部方面から沖縄自動車道経由で那覇空港に向かう重要なアクセス道路となり交通量も増えた。さらに1990年代後半からは毎年12月に開催される国内最大級の市民マラソン「NAHAマラソン」のマラソンコースが旧道からこのバイパスに変更された。
豊見城道路全線完成4車線化された2016年に瀬長交差点の改良が行われ、那覇方面から糸満方面へは沖縄西海岸道路豊見城道路へが直進となり、同道路にそのまま接続された（名嘉地方面へは那覇方面からは左折することになった）。
一方旧道は開通してから17年もの国道のままとなっていたが、2006年にようやく沖縄県道231号那覇空港線に降格された。
さらに2017年に沖縄西海岸道路糸満道路全線完成4車線化に伴い、豊見城市瀬長 - 糸満市真栄里の区間は豊見城道路・糸満道路が国道331号の本線となり、豊見城市名嘉地交差点 - 糸満市真栄里の旧道区間は沖縄県道256号豊見城糸満線として県道降格されたが、瀬長交差点 - 名嘉地交差点の区間は引き続き国道331号のままで事実上那覇空港自動車道豊見城・名嘉地インターチェンジへのアクセスのための支線となった。

## 路線データ
- 区間：那覇市赤嶺 - 豊見城市名嘉地
- 実延長：3.64km
- 道路規格：第4種1級
- 設計速度：60km/h（制限速度は50km/h）
- 車線数：4車線

## 地理

### 通過する自治体
- 沖縄県
  - 那覇市 - 豊見城市

### 交差する道路
- 国道331号本線（那覇市赤嶺・豊見城市瀬長）
  - 沖縄西海岸道路豊見城道路（豊見城市瀬長、2006年暫定2車線、2016年全線完成4車線開通。その後瀬長交差点改良で那覇から糸満方面へは豊見城道路へが直進なる）
- 沖縄県道221号那覇内環状線（那覇市赤嶺）
- 沖縄県道231号那覇空港線（那覇市赤嶺・豊見城市名嘉地、当バイパス開通前の国道で2006年に県道降格）
- 那覇空港自動車道（国道506号）
  - 豊見城道路豊見城・名嘉地インターチェンジ（豊見城市名嘉地）
  - 小禄道路瀬長インターチェンジ（豊見城瀬長・予定）
- 沖縄県道256号豊見城糸満線（豊見城市名嘉地、2017年3月まで糸満方面は国道331号、豊見城市役所方面は県道68号だった）